# Magda Genuin
Magda Genuin (Agordo, 17 giugno 1979) è un'ex fondista italiana.
È figlia di Angelo, a sua volta fondista.

## Biografia
Originaria di Falcade, in Coppa del Mondo esordì il 17 marzo 2000 nella 5 km a tecnica classica di Bormio (56ª), ottenne il primo podio il 24 novembre 2002 nella staffetta di Kiruna (3ª) e la prima vittoria il 18 gennaio 2009 nella sprint a squadre a tecnica libera di Whistler.
In carriera prese parte a tre edizioni dei Giochi olimpici invernali, Salt Lake City 2002 (22ª nella sprint), Torino 2006 (48ª nella 10 km, 19ª nella sprint) e Vancouver 2010 (5ª nella sprint, 4ª nella sprint a squadre), e a quattro dei Campionati mondiali (6ª nella staffetta a Sapporo 2007 il miglior piazzamento).
Si è ritirata dalle competizioni agonistiche nel 2012.

## Palmarès

### Coppa del Mondo
- Miglior piazzamento in classifica generale: 21ª nel 2009
- 12 podi (5 individuali, 7 a squadre):
  - 4 vittorie (a squadre)
  - 3 secondi posti (2 individuali, 1 a squadre)
  - 5 terzi posti (3 individuali, 2 a squadre)

#### Coppa del Mondo - vittorie
| Data            | Luogo      | Paese    | Disciplina                                                 |
| --------------- | ---------- | -------- | ---------------------------------------------------------- |
| 18 gennaio 2009 | Whistler   | Canada   | Sprint a squadre TL (con Arianna Follis)                   |
| 6 dicembre 2009 | Düsseldorf | Germania | Sprint a squadre TL (con Arianna Follis)                   |
| 5 dicembre 2010 | Düsseldorf | Germania | Sprint a squadre TL (con Arianna Follis)                   |
| 6 febbraio 2011 | Rybinsk    | Russia   | 4x5 km (con Marianna Longa, Silvia Rupil e Arianna Follis) |

Legenda:

TC = tecnica classica

TL = tecnica libera

##### Coppa del Mondo - competizioni intermedie
- 1 podio di tappa:
  - 1 terzo posto

### Campionati italiani
- 13 medaglie[2]:
  - 3 ori (sprint nel 2009; sprint nel 2010; sprint nel 2011)
  - 7 argenti (sprint nel 2002; sprint nel 2003; 5 km, 7,5 km TL nel 2004; sprint nel 2006; 10 km nel 2007; inseguimento nel 2011)
  - 3 bronzi (7,5 km TC nel 2004; 10 km nel 2008; 5 km nel 2011)